# والسهغون
والسهغون (به فرانسوی: Valserhône) یک کمون در فرانسه است که در ان (اوورنی-رون-آلپ) واقع شده‌است. والسهغون ۶۲٫۵۴ کیلومتر مربع مساحت دارد ۴۸۵ متر بالاتر از سطح دریا واقع شده‌است.